# Vítězslav Jaroš
Vítězslav Jaroš (født 23. juli 2001) er en tjekkisk professionel fodboldspiller, der spiller som målmand for Premier League-klubben Liverpool og Tjekkiets landshold.